# Чапо Хосе Діонісіо Пераса
Чапо Хосе Діонісіо Пераса (1944) — кубинський дипломат.

## Життєпис
Народився у 1944 року в Сагуа-ла-Гранде, провінція Вілья-Клара, Куба. У 1967 закінчив Московський університет, юридичний факультет. Захистив дисертацію в Гаванському університеті. Доктор юридичних наук.
З 1967 по 1968 — співробітник Міністерства освіти Куби.
З 1969 по 1971 — радник, редактор, завідувач міжнародної сторінки газети «Повстала молодь».
З 1971 по 1974 — співробітник Кубинського інституту книги.
З 1974 по 1977 — радник Міністерства юстиції Куби.
З 1977 по 1991 — головний юридичний радник Постійного секретаріату Ради економічної взаємодопомоги Ради Міністрів Куби .
З 1991 по 1999 — начальник Юридичного управління МЗС Куби в Гавані.
З 1999 по 2003 — Надзвичайний і Повноважний Посол Куби в Києві (Україна).